# Holštýnský skot
Holštýnský skot je velké, černobílé plemeno skotu, prošlechtěné na vysokou mléčnou užitkovost. Je to nejrozšířenější plemeno skotu na světě, chováno je především v Severní Americe a v Evropě. Plemeno vzniklo na podkladě dojného černostrakatého skotu z nížinných oblastí Fríska, Šlesvicko-Holštýnska a Dánska, plemeno bylo dále šlechtěno ve Spojených státech pro jednostrannou mléčnou užitkovost. Americký černostrakatý skot byl v roce 1885 pojmenován jako holštýnsko-fríský skot. Toto plemeno bylo pak použito ke zušlechťování původní, více dvoustranné evropské populace černostrakatého skotu v procesu zvaném holštýnizace. V roce 2000 bylo české plemeno černostrakatého skotu vyhlášeno jako plemeno holštýnské.
V České republice je holštýnský skot, včetně kříženek z užitkového křížení, nejčastěji chované plemeno skotu, v kontrole užitkovosti bylo v roce 2012 zařazeno 204 347 krav, což je 57,89 % všech kontrolovaných dojnic. Průměrná mléčná užitkovost černostrakatých holštýnských krav činí asi 9 000 kilogramů mléka za laktaci při obsahu tuku 3,7 %, červenostrakaté holštýnské krávy nadojily průměrně 8 000 kg mléka o tučnosti kolem 4 %.-
Holštýnský skot pochází z černostrakatého skotu. Ten vznikl křížením bílého a černého plemene v severovýchodní Evropě, zejména v nížinných oblastech Fríska a Šlesvicko-Holštýnska. Po roce 1861 bylo do Severní Ameriky importováno větší množství černostrakatého skotu. Zatímco evropská populace černostrakatého skotu si zachovala středního tělesný rámec a kombinovanou užitkovost, ve Spojených státech byl černostrakatý intenzivně šlechtěn na mléčnou užitkovost a velký tělesný rámec. Vzniklé plemeno, holštýnsko-fríský skot, se od poloviny 20. století v Evropě zpětně začalo využívat ke zlepšování mléčné produkce evropských krav. Tak se, teď již holštýnské plemeno, rychle rozšířilo do celé Evropy a také do Asie.

## Exteriér

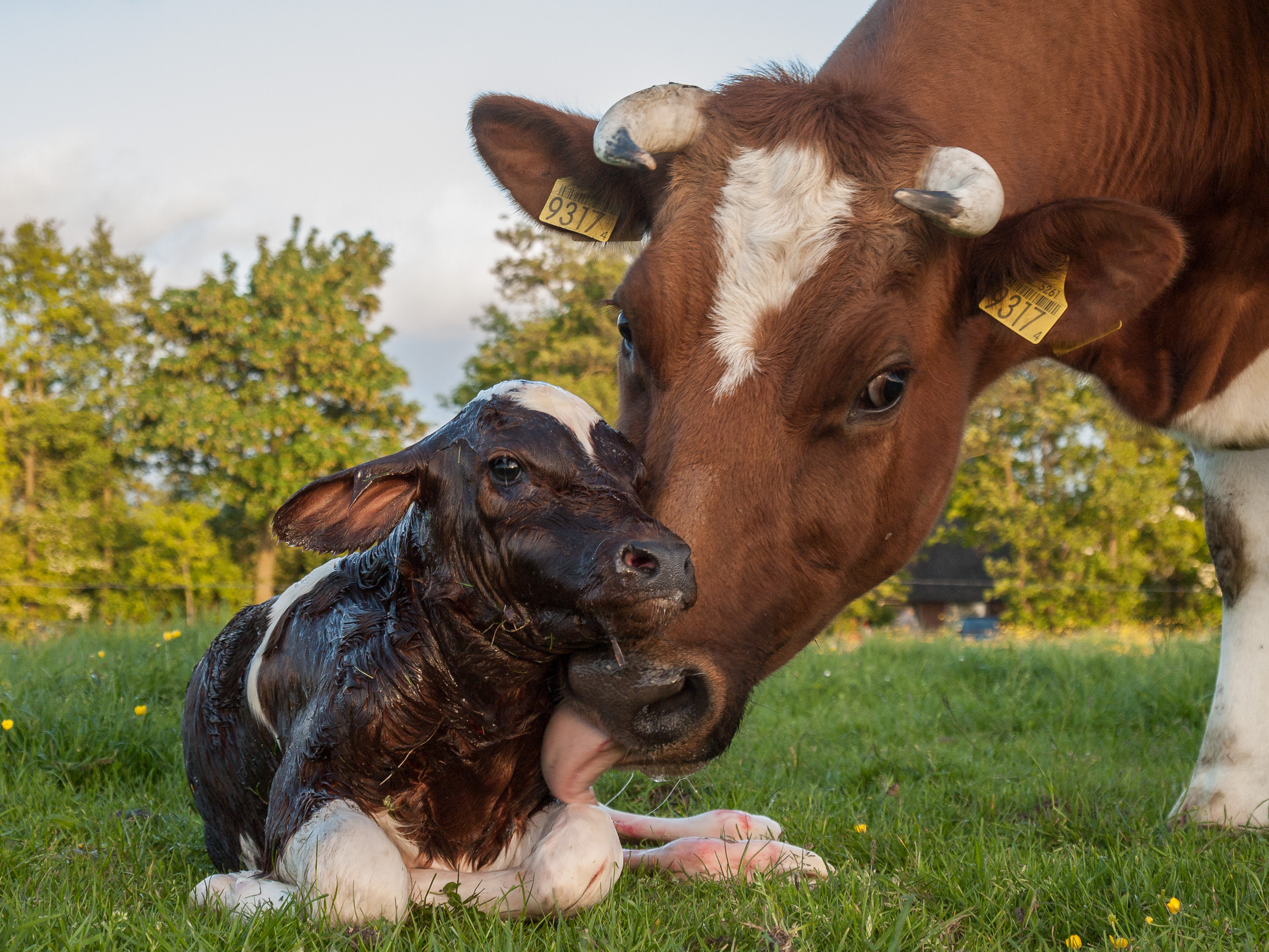
Novorozené tele

Toto plemeno je velkého tělesného rámce. Výška krav v kříži by se měla pohybovat mezi 145–153 cm a jejich hmotnost kolem 650–700 kg. Užitkový typ je výrazně mléčný: málo osvalené tělo má obdélníkovitý tvar, hluboký a prostorný hrudník, končetiny jsou suché. Důležitým znakem je pevně upnuté, prostorné vemeno. Základní zbarvení je černostrakaté, ve 3–10 % se vyskytuje červenostrakatá linie (tzv. red holštýn). Původní německé a holandské černostrakaté plemeno mělo černou hlavu s bílými odznaky, ale přikřížením holštýnsko-fríské krve se zvedl podíl okrsků bílé barvy na těle i na hlavě zvířat.
Pro účely plemenitby je exteriér holštýnského skotu hodnocen lineárním popisem. Důraz je kladen především na funkční utváření zádě, končetin a vemene, u kterého se hodnotí jeho velikost, tvar a upnutí vemene a dále utváření struků.

## Užitkovost
Holštýnský skot je dojné plemeno skotu s vůbec nejvyšší mléčnou užitkovostí. Holštýnské krávy drží rekordy v nejvyšší produkci mléka, která u špičkových krav může dosahovat až 30 tisíc kilogramů mléka za laktaci. Na vrcholu laktace prvotelka běžně tvoří 30-50 kilogramů mléka za den, starší krávy mohou denně nadojit přes 80 kg mléka. Poměr mezi obsahem mléčného tuku a bílkovin je úzký.
Masná užitkovost holštýnů je horší, růstová schopnost mladého skotu je dobrá, ale jatečná výtěžnost je nízká. I přes malé osvalení si ale mnozí chovatelé přivydělávají i výkrmem telat a býčků.

## Chov

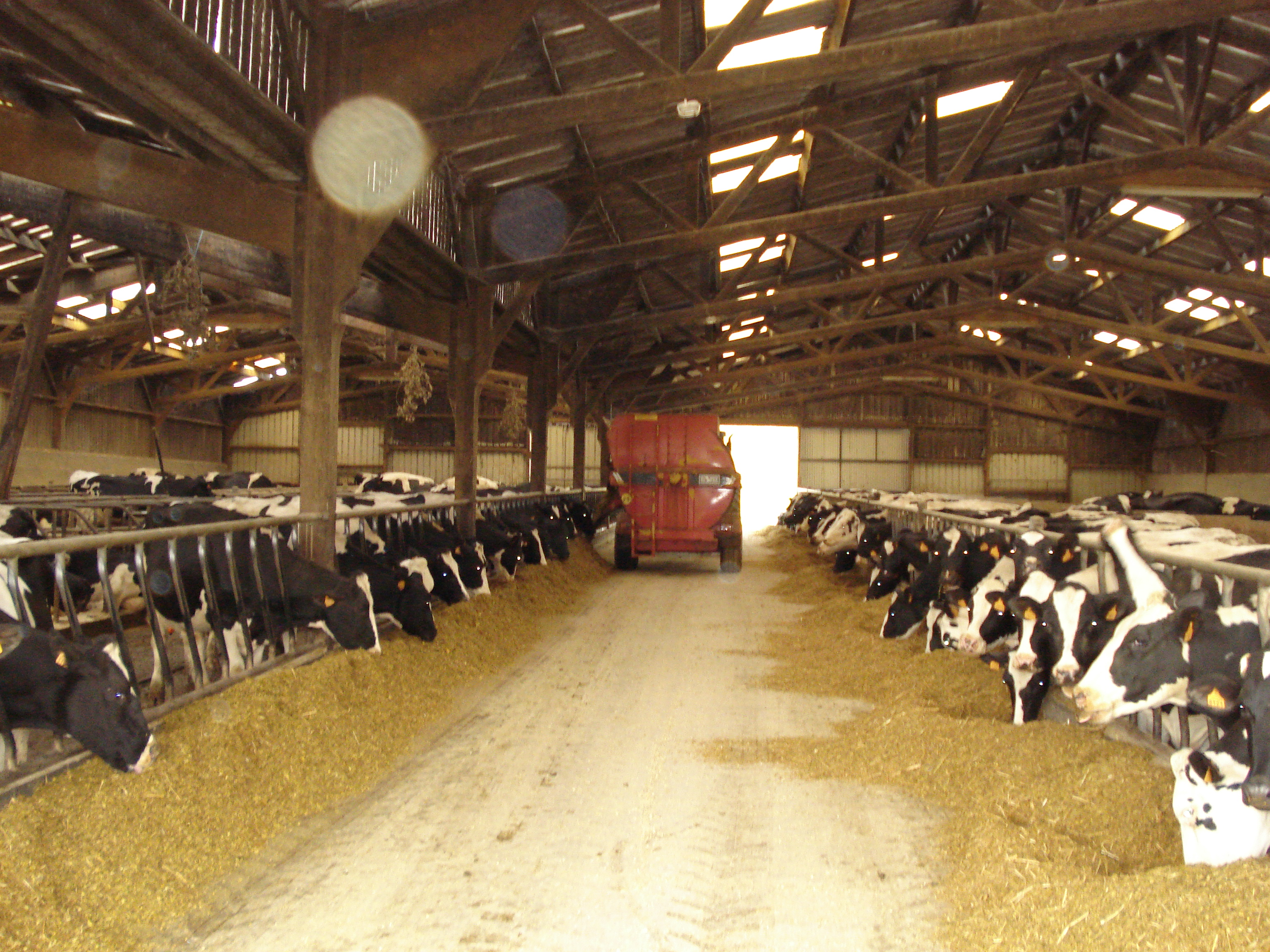
Stáj s volným ustájením

V ČR je holštýnský skot chován hlavně na principu volného ustájení. Pro jalovičky je ideální pastevní odchov. Toto plemeno je rané, první otelení by mělo být do 26 měsíců. Průměrné mezidobí se pohybuje kolem 400-420 dnů. Holštýnský skot je skvěle přizpůsobivý, co se podnebí týče, a vysoké mléčné produkce je schopný dosahovat celosvětově. Velký důraz je však nutno klást  zajištění kvalitního krmiva, vyrovnané krmné dávky a holštýnský skot je náročný také na kvalitu chovného prostředí.
Selekce se zaměřuje nejen na vysokou mléčnou užitkovost, ale také na dobrou plodnost, pravidelné zabřezávání, produkci životaschopných telat, dobré zdraví a odolnost proti mastitidám a na dobré utváření zevnějšku, zejména vemene a končetin. Dnes nejlepší chovy můžeme najít v USA, Kanadě, Izraeli, Francii, Švédsku a Nizozemsku, kde průměrná užitkovost přesahuje i 10 000 kg mléka za laktaci. Chov holštýnského skotu je na mezinárodní úrovni koordinován Evropskou holštýnskou konfederací a Světovou holštýnskou federací. Ze světové populace dojeného skotu tvoří holštýnský skot více než jednu třetinu všech zvířat, celková populace včetně holštýnizovaného černostrakatého skotu je tvořena 70–80 miliony krav.
Red holstein se celosvětově využívá k zušlechťování červených a červenostrakatých dojených plemen.

## Fotogalerie

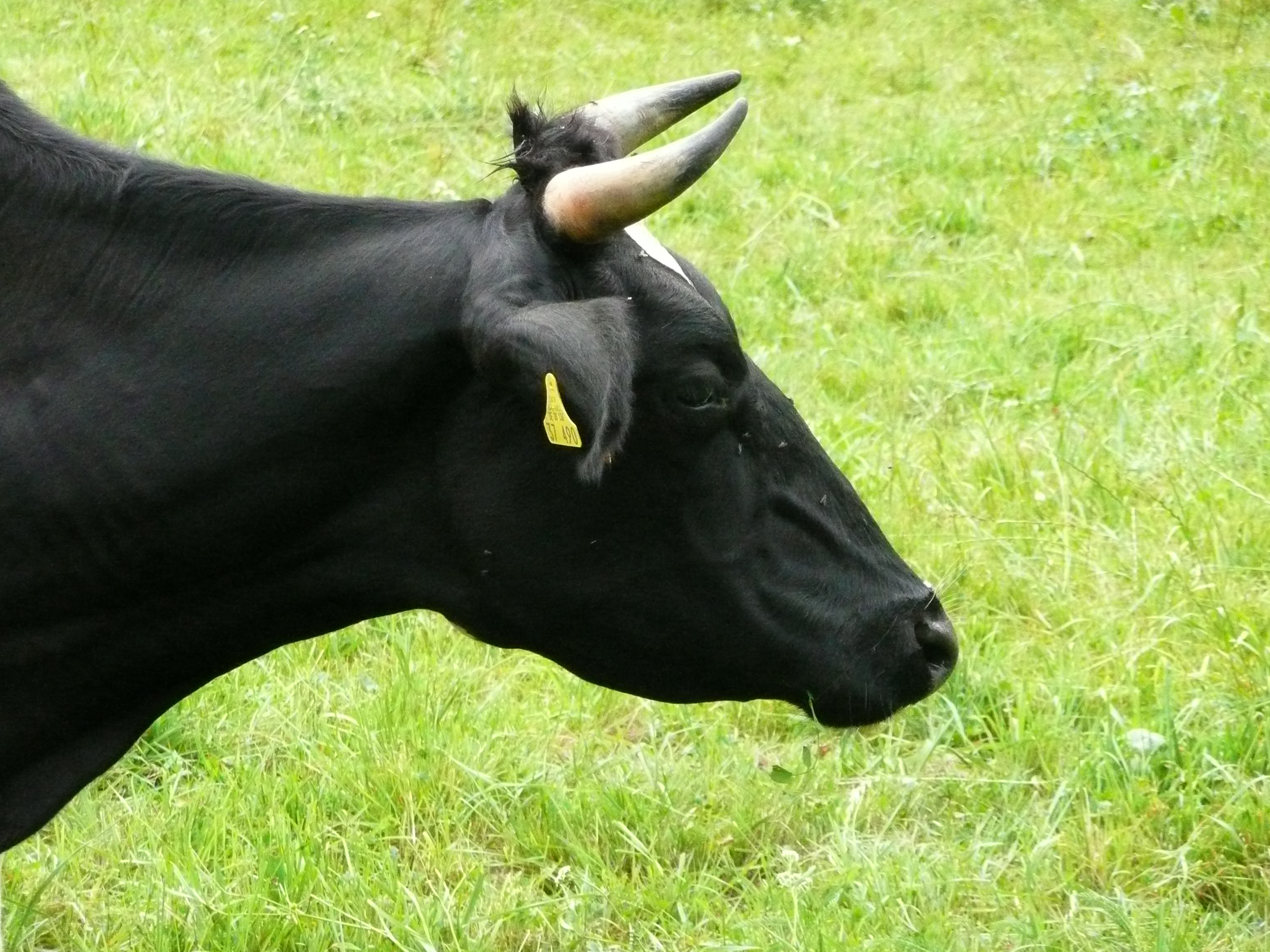
Hlava holštýnské krávy
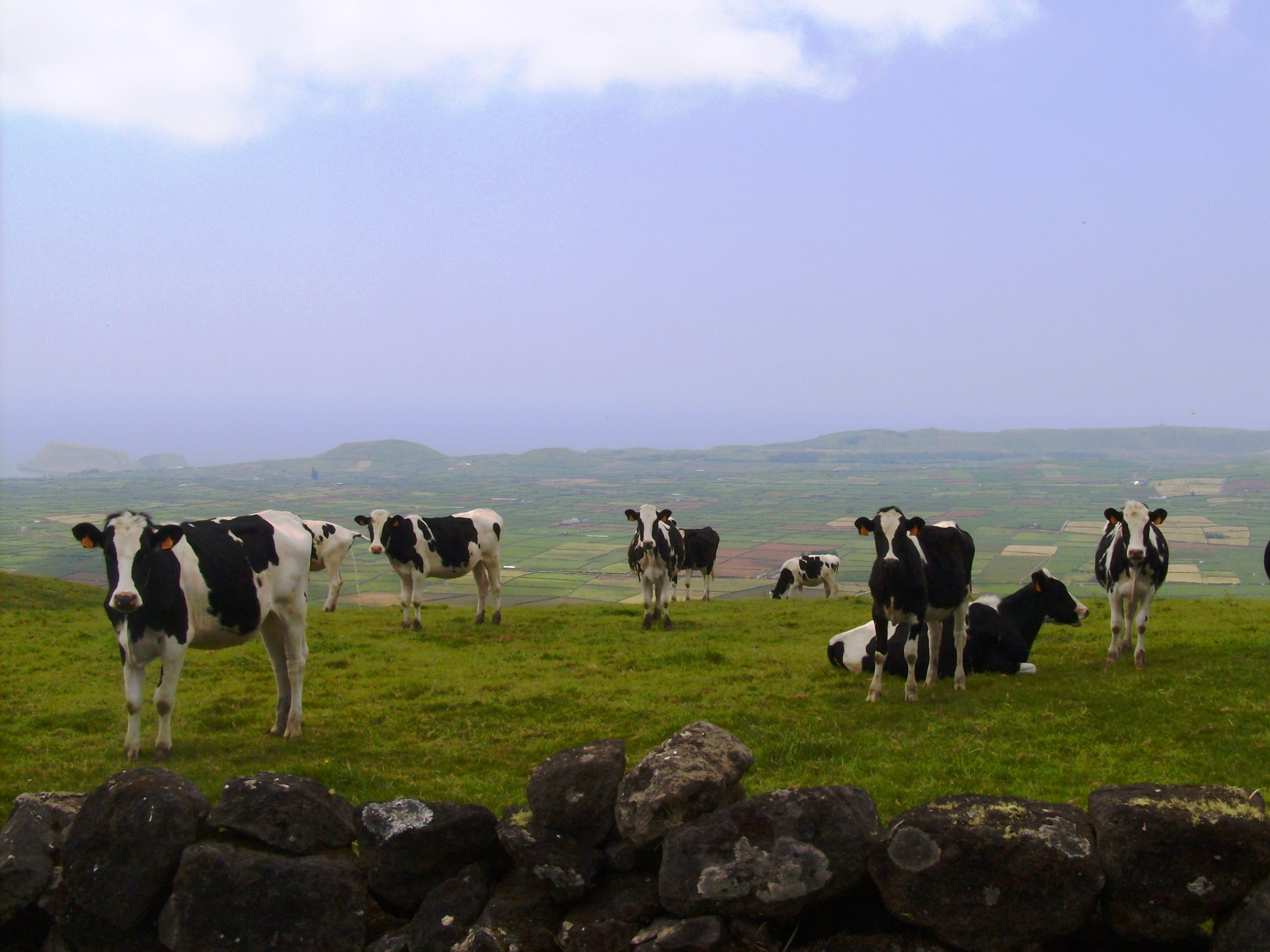
Pastevní odchov jalovic
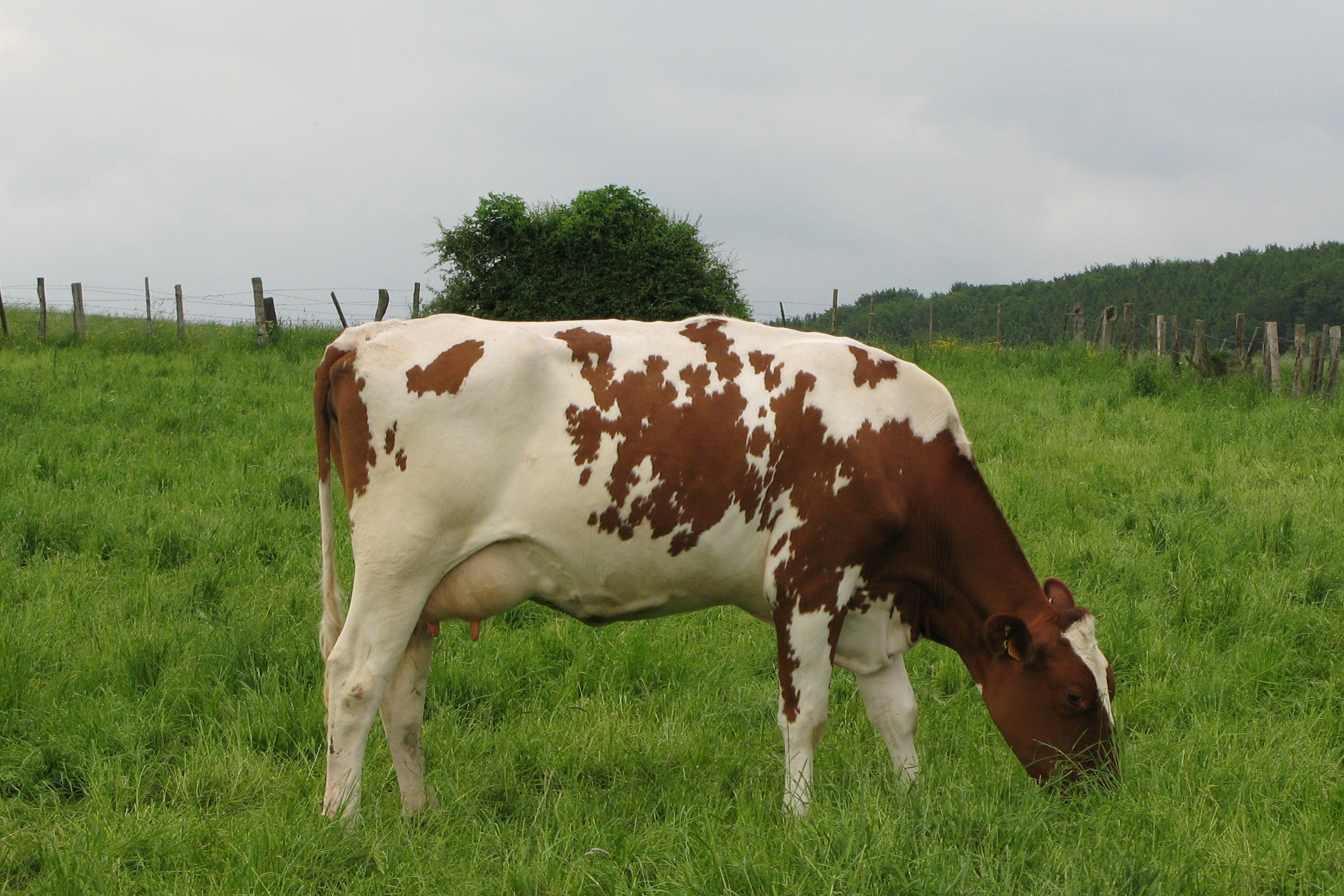
Red holštýn